# Попов, Виталий Иванович
Виталий Иванович Попов (род. 16 июля 1929, деревня Скоково, Середской район, Ивановская Промышленная область, СССР) — советский футболист, вратарь.

## Биография
Воспитанник ивановской команды «Спартак». Выступал в чемпионате области за «Буревестник». В 1955 году Попов был зачислен в команду мастеров «Красное Знамя». Своей уверенной игрой вратарь сумел заинтересовать тренеров команд класса «А». В середине 1958 года перешёл в ленинградский «Адмиралтеец». В следующем году был принят в главную команду города «Зенит», однако за неё провёл только один матч — 29 августа 1959 дома против сталинского «Шахтёра» (3:2). Всего в классе «А» Попов сыграл 9 игр, в которых пропустил 23 мяча.
Завершал карьеру в ленинградском клубе «Динамо».